# Becky Ann Baker
Pour les articles homonymes, voir Baker.
Becky Ann Baker, née le 17 février 1953 à Fort Knox, est une actrice américaine.

## Biographie
Becky Ann Baker est connue pour avoir incarné Jean Weir dans Freaks and Geeks. Depuis 1990, elle est mariée à l'acteur Dylan Baker.

## Filmographie partielle
- 1985 : Le Retour du Chinois (The Protector), de James Glickenhaus : Samantha Alexander
- 1988 : Full Moon in Blue Water, de Peter Masterson  : Dorothy
- 1989 : Blue Steel, de Kathryn Bigelow : Nurse #1
- 1990 : Bienvenue au Paradis (Come See the Paradise), d'Alan Parker : Maggie McGurn
- 1990 : L'Échelle de Jacob (Jacob's Ladder), d'Adrian Lyne : Infirmière
- 1992 : Lorenzo (Lorenzo's Oil), de George Miller : la secrétaire de Pellerman
- 1995 : Les Liens du souvenir (Unstrung Heroes), de Diane Keaton : Mrs. Harris
- 1995 : Sabrina, de Sydney Pollack
- 1996 : I'm Not Rappaport de Herb Gardner (en)
- 1999 : La Tempête du siècle : Ursula Godsoe
- 1999-2000 : Freaks and Geeks (série TV) : Jean Weir
- 2001 : Sex and the City : Betsy Hobbes (saison 4, épisode 8)
- 2002 : New York, unité spéciale : Mrs. Brice (saison 4, épisode 9)
- 2002 : New York, police judiciaire : Susan Simels (saison 12, épisode 23)
- 2005 : New York, police judiciaire : Carolyn Walters (saison 16, épisode 7)
- 2007 : Spider-Man 3 : Mrs. Stacy
- 2008 : Nos nuits à Rodanthe (Nights in Rodanthe), de George C. Wolfe : Dot
- 2012 : Tous les espoirs sont permis (Hope Springs), de David Frankel : Cora
- 2012 : Smash : Mrs. Cartwright
- 2012 : Girls (série télévisée) : Loreen Horvath
- 2015 : New York, unité spéciale : Vivienne Patton (saison 16, épisode 10)
- 2017 : Table 19 de Jeffrey Blitz : Carol Millner
- 2024 : Jackpot de Paul Feig
- 2025 : Ella McCay de James L. Brooks